# Franz Westhoven
Franz Westhoven (7 décembre 1894 à Ludwigshafen - 9 octobre 1983 à Hambourg) est un Generalleutnant dans la Wehrmacht au sein de la Heer pendant la Seconde Guerre mondiale.
Il a été aussi récipiendaire de la Croix de chevalier de la Croix de fer. Cette décoration est attribuée pour la  reconnaissance à un acte d'une extrême bravoure ou à un succès de commandement militaire.

## Biographie
Franz Westhoven est le premier enfant du médecin généraliste Ernst Christian Westhoven et de son épouse Maria Amata, née Hoerner. Après son baccalauréat, il s'engage le 3 juillet 1913 dans l'armée prussienne en tant que porte-drapeau. Il rejoint le 3e régiment de chasseurs à cheval.

## Décorations
- Croix de fer (1914)
  - 2e Classe
  - 1re Classe
- Croix d'honneur
- Agrafe de la Croix de fer (1939)
  - 2e Classe (17 juin 1940)
  - 1re Classe (30 juillet 1940)
- Agrafe de la liste d'honneur de l'armée (25 mai 1942)
- Médaille du Front de l'Est
- Croix allemande en Or (9 juillet 1942)
- Croix de chevalier de la Croix de fer
  - Croix de chevalier le 25 octobre 1943 en tant que Generalleutnant et commandant de la 3. Panzer-Division[1]